# Конституция на Калифорния
Конституцията на Калифорния (на английски: California Constitution) е документ, който установява и описва задълженията, властта, структурата и функцията на правителството на американския щат Калифорния.
Първоначалната конституция е приета от Република Калифорния през ноември 1849 г.
Калифорния е приета за щат на САЩ през 1850 г. и впоследствие е заменена от настоящата конституция, която е ратифицирана на 7 май 1879 г. За разлика от другите щатски конституции Конституцията на Калифорния е доста дълга – съдържа 110 страници.

## Подписали се под конституцията от 1849 г.
- Джоузеф Аръм
- Ч. Т. Ботс
- Елъм Браун
- Хосе Анто. Корильо
- Хосе Ма. Коварубиас
- Илайша О. Кросби
- Люис Дент
- К. Х. Димик
- Манл. Домингес
- А. Дж. Елис
- Стивън К. Фостър
- Еду. Гилбърт
- Пабло де ла Гера
- Ум. М. Гуин
- Джулиън Ханкс
- Хенри Хил
- Дж. Д. Хоп
- Джон Мак Дъгал
- Майрън Нортън
- П.Орд
- Мигел де Педрорена
- Родмън М. Прайс
- Антонио Ма. Пико
- Хасинто Родригес
- Хю Рийд
- Джон А. Сатър
- нечетливо
- Джейкъб Р. Снайдър
- Уинфилд Скот Шъруд
- Ум. Е. Шанън
- Педро Саинсевайн
- Абел Стърнс
- Ум. М. Стюарт
- Р. Семпъл
- М. Г. Валехо
- Джоузеф Хобсън
- Тос. Л. Вермеуле
- Х. У. Халек
- Джоуъл П. Уокър
- Л. У. Хейстингс
- О. М. Уозенкрофт
- Дж. Мак Хенри Холингсуърт
- Джас. Мак Хол Джоунс
- Томас О. Ларкин
- Франсис Дж. Липит
- Бендж. С. Липинкот
- Бенджамин Ф. Мор
- М. М. Мак Карвър